# Giovanni Cicali
Giovanni Cicali (Montecatini Terme, 25 luglio 1875 – Bologna, 8 marzo 1952) è stato un ingegnere e scienziato italiano.

## Biografia
Nato a Montecatini Terme il 25 luglio 1875, si trasferì presto a Grosseto, città dove il padre Francesco possedeva una fiorente attività commerciale. Studiò ingegneria all'Università di Pisa e poi a Torino dove si laureò in ingegneria industriale nel 1899.
Iniziò a lavorare a Torino presso strutture votate alla ricerca, dove prese a pubblicare i suoi saggi tecnico-scientifici. Le sue ricerche interessavano soprattutto il campo della termodinamica e della meccanica dei fluidi, con la pubblicazione di importanti libri come Contributo alla teoria della emulsione e sue applicazioni (1910) e Sui potenziali e diagrammi termodinamici con applicazione alle motrici termiche (1911). Nel 1912 divenne docente di macchine termiche e idrauliche alla facoltà di ingegneria dell'Università di Bologna, dove fu eletto socio dell'Accademia delle Scienze.
Durante la prima guerra mondiale si dedicò al potenziamento delle macchine belliche, soprattutto esplosivi e mine, proponendo spesso idee che ricevettero apprezzamento e quindi applicate nell'industria bellica. Dal 1920 si dedicò alla scomposizione delle miscele gassose e alla sintesi dell'ammoniaca. Nel 1923 a Firenze fondò a questo scopo la Società brevetti Cicali, favorendo la costruzione di impianti e macchinari per la liquefazione e la scomposizione delle miscele gassose. Vinse il premio Colombo dell'Istituto scientifico di fisica di Milano dal 1924 al 1927. Morì a Bologna l'8 marzo 1952.

## Opere
- Due nuovi avvisatori elettrici (1899)
- Proposta di un nuovo diagramma per la distribuzione del vapore, in "L'Ingegneria civile e le arti industriali", XXVI (1901)
- La perforatrice Brandi, in "L'Ingegneria civile e le arti industriali", XXVII (1901)
- Quadrilateri ad elementi di lunghezza variabile per la moltiplicazione di velocità di rotazione, in "Rivista tecnica", V (1905)
- Un calorifero a bassa pressione, in "L'Energia", II (1906)
- Il motore Diesel, in "L'Energia", III (1907)
- La centrifugazione dei miscugli, in "L'Energia", III (1907)
- Trasmissioni a cingoli a grandi rapporti di velocità (1907)
- Contributo alla teoria della emulsione e sue applicazioni (1910)
- Anello di acqua e vapore in "L'Industria", XXIV (1910)
- Un freno dinamometrico, per motori veloci, in "L'Industria", XXIV (1910)
- Su alcuni fenomeni del funzionamento delle motrici termiche (1911)
- Sulla proposta di un accumulatore termico a rapida circolazione (1911)
- Nuove disposizioni cinematiche ad inversione di marcia per macchine a doppio distributore (1911).
- Sui potenziali e diagrammi termodinamici con applicazione alle motrici termiche (1911).
- Fenomeni relativi allo spazio nocivo delle macchine a vapore (1914)
- Sulla determinazione della velocità periferica di massimo rendimento sulle turbine a salti di velocità (1914)
- Alcune questioni fondamentali sulle politropiche e diagrammi entropici (1914)
- Alcuni teoremi sui cicli a gas (1914)
- Effetto della compressione prolungata e con sottrazione di calore (1914)
- Alcune proprietà dei potenziali termodinamici e potenziale politropico (1914)
- Osservazioni sopra il potenziale termodinamico totale e sul principio dello stato iniziale e finale (1914)
- L'energia utilizzabile nei processi meccanici ed il teorema del massimo lavoro (1914)
- La dinamica dei fluidi dal punto di vista energetico (1915)
- Il colpo d'ariete torsionale (1916)
- Ricerche sull'elica aerodinamica (1916)
- Fondamenti scientifici di fluidodinamica (1924)
- La scomposizione delle miscele ed il principio di sostituzione fisica nella fase gassosa, in "Atti dell'Accademia delle Scienze dell'Istituto di Bologna", LIII (1925)
- Nuovo procedimento per liquefare l'aria con ricerche analitiche relative ai gas, in "Atti dell'Accademia delle Scienze dell'Istituto di Bologna", LIV (1926)
- Sulla ricerca di stabilità di un serbatoio pieno di acqua alla caduta dei gravi nell'acqua (1926)
- Fondamenti scientifici della macchine a turbina (1928)
- Tecnica del freddo e crioscopia (1938)